# Kalniszki (Polska)
Kalniszki (niem. Kalnischken) – osada w Polsce położona w województwie warmińsko-mazurskim, w powiecie gołdapskim, w gminie Gołdap nad Gołdapią.
W latach 1975–1998 miejscowość administracyjnie należała do województwa suwalskiego.
Podczas akcji germanizacyjnej nazw miejscowych i fizjograficznych (tzw. chrzty hitlerowskie) utrwalona historycznie nazwa niemiecka Kalnischken została w 1938 r. zastąpiona przez administrację nazistowską sztuczną formą Kunzmannsrode.